# Tephrosia cordata
Tephrosia cordata är en ärtväxtart som beskrevs av John Hutchinson och Burtt Davy. Tephrosia cordata ingår i släktet Tephrosia och familjen ärtväxter. Inga underarter finns listade i Catalogue of Life.